# Tomás O. Eastman
Tomás Oziel Eastman Lemus del Pino (Marmato, Estado Soberano de Antioquia, 6 de octubre de 1865-Medellín, Departamento de Antioquia, 23 de abril de 1931) fue un abogado, banquero, economista, intelectual, político y profesor universitario colombiano.

## Biografía
Obtuvo su título de abogado en el Externado de Derecho en 1886. Se graduó con Gabriel Mejía, Liborio Orejuela, Jesús María Gómez, Pedro A. Pavón, Joaquín Signecio Lemus, Wenceslao Rengifo y Julio César Gómez, quienes como él eran «estudiantes expulsados de las universidades intervenidas por el gobierno».
Hizo parte de los pensadores liberales, egresó como abogado de la Universidad Externado de Colombia en 1886 con la tesis "Esfera de la Acción del Gobierno".

### Representante a la Cámara
En 1909, el representante a la Cámara Tomás O. Eastman, acompañado de los también representantes a la cámara Juan Pablo Gómez Ochoa, Jorge Martínez y Tomás Samper, presentó «un importante proyecto de ley, por el cual se declaraba autónoma la Universidad Nacional y se dictaban otras disposiciones sobre régimen universitario, el cual fue aprobado en primer debate y pasó en comisión para informe al representante Rafael Uribe Uribe». El proyecto no prosperó e impidió a Colombia convertirse en el primer país latinoamericano en reconocer la autonomía universitaria.
Fue Representante a la Cámara,
Ministro de Hacienda en 1909, durante el gobierno de Ramón González Valencia, y entre 1910 y 1911, durante el gobierno de Carlos Eugenio Restrepo.

### Fundación de la Universidad Republicana
Tomás O. Eastman, quien con Ignacio Espinosa produjo los textos de ética y psicología de la Universidad Republicana, el 22 de abril de 1912 suscribió junto con Diego Mendoza, Francisco J Fernández, Juan David Herrera, Hipólito Machado, Liborio D Cantillo, Simón Chaux, Joaquín M Monroy, Luis Vargas R, Clímaco Calderón, José Manuel Vásquez, Martín Camacho, Felipe Camacho, Felipe Zapata y Eugenio J. Gómez la Escritura Pública Número 332 otorgada en la Notaría Tercera del Círculo de Santa Fe de Bogotá con la cual se fundó (con un capital de $100.000,00 representados en 2.000 acciones nominales de $50,00 cada una) una compañía anónima de capital limitado con la denominación de Universidad Republicana, la cual mediante escritura pública 1183 de 1913 se transformaría en la hoy existente Universidad Libre (Colombia).

## Escritos
Escribió numerosos artículos en el periódico El Espectador varios de ellos citados por Luis Eduardo Nieto Caballero en su libro Ideas Liberales. Analizando teorías de Tomás O. Eastman y Antonio José Restrepo, a saber:
- El Partido Republicano, 6 de julio de 1917.
- Republicanismo, 7 de julio de 1917.
- Individualismo, 9 de julio de 1917.
- Intervencionismo, 11 de julio de 1917.
- Política intervencionista, 12 de julio de 1917.
- Críticas, 13 de julio de 1917.

Así mismo, existen otros escritos de Tomás O. Eastman, entre ellos son dignos de ser citados:
- En 1926 publicó el libro: Acentos de intensidad, de altura y de duración.[14]
- Los estudios gramaticales de Caro, publicados póstumamente en 1943 en el volumen 18, número 57 de la Revista de las Indias.[15]